# Archidiocèse de Madras-Mylapore
L'archidiocèse de Madras-Mylapore  est une circonscription ecclésiastique de l'Église catholique dans l'état du Tamil Nadu, en Inde du Sud. Madras (ou Chennai) en est la capitale. Le diocèse a repris également le nom de l’ancien diocèse de Mylapore (ou Méliapore) relevant du Padroado portugais lorsque cette juridiction disparut (1952). Mylapore est aujourd'hui un faubourg méridional de Chennai. 

## Chronologie
- 9 janvier 1606 : le diocèse de Saint-Thomas de Méliapore est érigé par le pape Paul V en accord avec le roi du Portugal qui reçoit le pouvoir de nommer évêques et prêtres, et s’engage à soutenir financièrement le travail d’évangélisation de la région (système dit de « Padroado »).
- 1642 : Établissement du vicariat apostolique de ‘Fort Saint-Georges’.
- 1832 : Le vicariat est renommé ‘Vicariat apostolique de Madras’.
- 1er septembre 1886 : Érection de la hiérarchie catholique en Inde (par Léon XIII) :  Madras devient archidiocèse métropolitain.
- 10 octobre 1950 : La juridiction du Padroado est supprimée. Le diocèse de Méliapore passe sous la juridiction directe de la Propaganda Fide.
- 13 novembre 1952 : Méliapore et Madras fusionnent et deviennent l’archidiocèse métropolitain de Madras-Mylapore (bulle Ex primaevae ecclesiae de Pie XII).

## Évêques et archevêques

### Vicaire apostolique de Madras (rite latin)
- Patrick Joseph Carew (1840 – 1842), évêque

### Archevêques de Madras
- Joseph Colgan (19 mai 1882 – 13 février 1911)
- Giovanni Aelen, MHM (13 février 1911 – 1928)
- Eugène Méderlet, SDB. (3 juillet 1928 – 12 décembre 1934)
- Louis Mathias, SDB (25 mars 1935 – 13 novembre 1952)

### Archevêques de Madras-Mylapore
- Louis Mathias (en), SDB (13 novembre 1952 – 2 août 1965)
- Anthony Rayappa Arulappa (1er février 1966 – 26 janvier 1987)
- Casimir Gnanadickam, S.J. (26 janvier 1987 – 10 novembre 1993)
- James Masilamony Arul Das (11 mai 1994 – 30 août 2004)
- Malayappan Chinnappa, SDB (1er avril 2005 – 21 novembre 2012)
- George Antonysamy[1] depuis le 21 novembre 2012

## Diocèses suffragants
Les diocèses de Chingleput, Coimbatore, Ootacamund et Vellore sont suffragants de l’archidiocèse métropolitain de Madras-Mylapore.

## Églises remarquables
La Conférence des évêques catholiques d’Inde a désigné deux lieux de culte du diocèse comme sanctuaires nationaux, tous les deux situés à Madras :
- la basilique-cathédrale Saint-Thomas du quartier Mylapore, désignée en 2006[2],[3] ;
- le sanctuaire Notre-Dame-d’Espérance du mont Saint-Thomas[4], désigné en 2010[5] ou 2011[3].

On trouve également une cocathédrale, la cocathédrale Sainte-Marie-des-Anges (en).